# Sisteme de operare x86 DOS
Acest articol oferă detalii privitoare la diverse versiuni ale sistemelor de operare compatibile DOS.

## Puncte cheie în istoria DOS
| 1973 |                                      | Gary Kildall scrie un sistem de operare pentru calculatoarele bazate pe procesoare 8080 numit CP/M. |
| 1980 | aprilie                              | Din cauza întârzierilor celor de la Digital Research în lansarea sistemului lor de operare CP/M-86, Tim Paterson începe să scrie un sistem de operare pentru calculatoarele Seattle Computer Products bazate pe procesorul 8086. |
| 1980 | august                               | QDOS 0.10 (Quick and Dirty Operating System) este lansat de către Seattle Computer Products. |
| 1980 | octombrie                            | Microsoft plătește aproape 100.000,00 de dolari pentru dreptul de a vinde SCP DOS către un client necunoscut (IBM). |
| 1980 | decembrie                            | Microsoft cumpără drepturi parțiale asupra QDOS, care este redenumit în 86-DOS. |
| 1980 | decembrie                            | Digital Research lansează CP/M-86. |
| 1981 | iulie                                | Logical Systems anunță lansarea LDOS (Logical Disk Operating System), portat din Radio Shack TRS-80. |
| 1981 | iulie                                | Microsoft cumpără toate drepturile asupra 86-DOS de la Seattle Computer Products și este redenumit MS-DOS. |
| 1981 | august                               | IBM anunță calculatorul IBM 5150 PC, având un procesor Intel 8088 la frecvența de 4,77 MHz, 64 KB RAM, 40 KB ROM, o unitate floppy de 5.25" și PC-DOS 1.0.                                                                       |
| 1982 | mai                                  | Microsoft lansează MS-DOS 1.1 |
| 1983 | martie                               | Este anunțat MS-DOS 2.0. |
| 1983 | martie                               | Este lansat PC-DOS 2.0 is released. |
| 1983 | octombrie                            | Este lansat PC-DOS 2.1. |
| 1984 | martie                               | Microsoft lansează MS-DOS 2.1. |
| 1984 | august                               | Microsoft lansează MS-DOS 3.0. El aduce suport pentru floppy de 1.2 MB și hard discuri de peste 10MB. |
| 1984 | august                               | Este lansat PC-DOS 3.0. |
| 1984 | noiembrie                            | Microsoft lansează MS-DOS 3.1 |
| 1985 | martie                               | Este lansat PC-DOS 3.1. |
| 1985 | decembrie                            | Este lansat PC-DOS 3.2. |
| 1986 |                                      | Digital Research transformă CP/M în DOS Plus. |
| 1986 | ianuarie                             | Microsoft lansează MS-DOS 3.2. El aduce suport pentru unități floppy de 3.5" 720 KB. |
| 1987 | aprilie                              | Este lansat PC-DOS 3.3. |
| 1987 | august                               | Microsoft lansează MS-DOS 3.3. |
| 1987 | noiembrie                            | Compaq lansează Compaq MS-DOS 3.31 care vine cu suport pentru partiții a hard discurilor de peste 32 MB. |
| 1988 | ianuarie                             | Digital Research rescrie DOS Plus ca DR-DOS. |
| 1988 | mai                                  | Digital Research lansează DR-DOS 3.31, care suportă partiții a hard discurilor de peste 512 MB. |
| 1988 | iunie                                | Microsoft lansează MS-DOS 4.0, care include interfață grafică si suportă maus. |
| 1988 | iulie                                | IBM lansează PC-DOS 4.0. El aduce o interfață a meniului și suport pentru partiții a hard discurilor de peste 32 MB. |
| 1989 |                                      | ROM-DOS este lansat de către Datalight. |
| 1990 | mai                                  | Digital Research lansează DR-DOS 5.0. |
| 1991 | mai                                  | Este lansat PC-DOS 5. El vine cu command.com mutat în HMA. |
| 1991 | iunie                                | Microsoft lansează MS-DOS 5.0. El adaugă utilitarele undelete, unformat și task swapping. Programul MS-DOS Editor este adăugat pentru a înlocui Edlin. GW-BASIC este înlocuit cu QBasic.                                         |
| 1991 | septembrie                           | Digital Research lansează DR-DOS 6.0 cu utilitarul de compresie a fișierelor Super-Stor. |
| 1993 | martie                               | Microsoft lansează MS-DOS 6.0, care vine cu utilitarul de compresie a fișierelor DoubleSpace. |
| 1993 | aprilie                              | Novell cumpără Digital Research și DR-DOS devine Novell DOS. |
| 1993 | iunie                                | IBM lansează PC-DOS 6.1. El este diferit de MS-DOS 6.1, iar IBM și Microsoft încep dezvoltarea separat. |
| 1993 | decembrie                            | Novell lansează Novell DOS 7.0. |
| 1993 | PTS-DOS este introdus ca PTS-DOS 6.4 | |
| 1994 | februarie                            | Microsoft lansează MS-DOS 6.21, scoțând DoubleSpace. |
| 1994 | aprilie                              | IBM lansează PC-DOS 6.3. |
| 1994 | iunie                                | Microsoft lansează MS-DOS 6.22, care aduce înapoi utilitarul de compresie a fișierelor sub numele de DriveSpace. |
| 1994 | iunie                                | Este anunțat PD-DOS, proiectul open-source cunoscut ulterior ca FreeDOS. |
| 1995 | aprilie                              | IBM lansează PC-DOS 7, care integrează utilitarul de compresie a fișierelor Stac Electronics (Stacker). |
| 1995 | iulie                                | Este lansat PTS-DOS 7.0. |
| 1995 | august                               | Este lansat Windows 95. El folosește MS-DOS ca bootloader fiind MS-DOS 7.0. |
| 1996 | august                               | Este lansat Windows 95 OEM Service Release 2.0 (OSR2.0). El folosește MS-DOS 7.1, care aduce suport pentru sistemul de fișiere FAT32.                                                                                            |
| 1997 | ianuarie                             | Novell vinde Novell DOS către Caldera Systems, care îl lansează open-source ca OpenDOS 7.01. |
| 1997 | decembrie                            | Caldera lansează DR-OpenDOS 7.02. |
| 1998 | martie                               | Caldera relansează closed source DR-OpenDOS 7.02 sub numele de DR DOS 7.02. |
| 1998 | aprilie                              | IBM lansează PC-DOS 7.01 (de asemenea cunoscut ca PC-DOS 2000), care este compatibil Y2K. |
| 1998 | decembrie                            | DR-DOS este transferat către Caldera Thin Clients. |
| 1999 | iunie                                | Caldera Thin Clients devine Lineo și lansează DR-DOS sub numele Caldera DR-DOS 7.03. |
| 1999 | septembrie                           | Este lansat PTS-DOS 2000. |
| 1999 | decembrie                            | Lineo lansează o versiune de DR-DOS 7.04/7.05 disponibilă doar asamblatorilor se sisteme. |
| 2000 | septembrie                           | Microsoft lansează Windows Me, care folosește MS-DOS 8. Aceasta a fost ultima versiune de MS-DOS, următoarele versiuni de Windows se bazează pe nucleul NT.                                                                      |
| 2002 | iulie                                | Udo Kuhnt pornește proiectul DR-DOS/OpenDOS Enhancement, bazat pe codul sursă a lui OpenDOS 7.01. |
| 2002 | octombrie                            | Lineo vinde DR-DOS către DeviceLogics. |
| 2004 | martie                               | DeviceLogics lansează DR-DOS 8.0 |
| 2004 | noiembrie                            | Este lansat FreeDOS beta 0.9. |
| 2004 | noiembrie                            | DR DOS Inc. se desprinde de DeviceLogics. |
| 2005 | martie                               | Udo Kuhnt lansează Enhanced DR-DOS 7.01.07 care vine cu suport FAT32 și LBA. |
| 2005 | iunie                                | Este lansat GNU/DOS. |
| 2005 | octombrie                            | DR DOS Inc. lansează DR-DOS 8.1 scoțându-l câteva zile mai târziu din cauza presupusei încălcari a licenței GPL. |
| 2006 | septembrie                           | Este lansat FreeDOS 1.0. |

| Microsoft/MS-DOS/86-DOS | IBM/PC-DOS | Digital Research/DR-DOS |
| FreeDOS                 | PTS-DOS    | Alte sisteme            |

## Informații istorice și legate de licențe
| Nume                                                   | Creator          | Proprietar curent    | Licență     | Data lansării |
| ------------------------------------------------------ | ---------------- | -------------------- | ----------- | ------------- |
| MS-DOS 1.1                                             | Microsoft        | Nu mai este suportat | Proprietar  | 1982          |
| MS-DOS 2.0                                             | Microsoft        | Nu mai este suportat | Proprietar  | 1983          |
| MS-DOS 3.0                                             | Microsoft        | Nu mai este suportat | Proprietar  | 1984          |
| MS-DOS 3.2                                             | Microsoft        | Nu mai este suportat | Proprietar  | 1986          |
| MS-DOS 3.3                                             | Microsoft        | Nu mai este suportat | Proprietar  | 1987          |
| MS-DOS 4.0                                             | Microsoft        | Nu mai este suportat | Proprietar  | 1988          |
| MS-DOS 5.0                                             | Microsoft        | Nu mai este suportat | Proprietar  | 1991          |
| MS-DOS 6.0                                             | Microsoft        | Nu mai este suportat | Proprietar  | 1994          |
| MS-DOS 6.22                                            | Microsoft        | Nu mai este suportat | Proprietar  | 1994          |
| MS-DOS 7.0 (Windows 95A)                               | Microsoft        | Nu mai este suportat | Proprietar  | 1995          |
| MS-DOS 7.1x (Windows 95B/OSR2, 95C/OSR2.5, 98 și 98SE) | Microsoft        | Nu mai este suportat | Proprietar  | 1996          |
| MS-DOS 8.0 (Windows Me)                                | Microsoft        | Nu mai este suportat | Proprietar  | 2000          |
| DOS Plus 1.2                                           | Digital Research | Nu mai este suportat | Proprietar  | 1986          |
| DR-DOS 6.0                                             | Digital Research | Nu mai este suportat | Proprietar  | 1991          |
| DR-DOS 7.03                                            | Lineo            | DR DOS Inc.          | Proprietar  | 1999          |
| DR-DOS 8.0                                             | DeviceLogics     | Nu mai este suportat | Proprietar  | 2004          |
| DR-DOS 8.1                                             | DR DOS Inc.      | Nu mai este suportat | Proprietar  | 2005          |
| FreeDOS 1.0                                            | Jim Hall         | The FreeDOS Project  | Open Source | 2006          |
| Novell DOS 7.0                                         | Novell           | Nu mai este suportat | Proprietar  | 1993          |
| OpenDOS 7.01                                           | Caldera Systems  | Udo Kuhnt?           | Proprietar  | 1997          |
| PC-DOS 1.0                                             | IBM              | Nu mai este suportat | Proprietar  | 1981          |
| PC-DOS 7.x / 2000                                      | IBM              | IBM                  | Proprietar  | 1995          |
| PC-DOS 6.x                                             | IBM              | IBM                  | Proprietar  | 1993          |
| PTS-DOS 32                                             | PhysTechSoft     | PhysTechSoft         | Proprietar  | ?             |
| PTS-DOS 2000                                           | PhysTechSoft     | PhysTechSoft         | Proprietar  | ?             |
| PTS-DOS 2000 PRO                                       | PhysTechSoft     | PhysTechSoft         | Proprietar  | ?             |
| ROM-DOS                                                | Datalight        | Datalight            | Proprietar  | ?             |

## Specificații tehnice
| Nume                                                   | Mărimea maximă a unei partiții | Sisteme de fișiere suportate nativ | Mărimea suportată a unui floppy de 3.5" | Mărimea suportată a unui floppy de 5.25" | Utilitar de compresie a fișierelor?                   | Suport nativ pentru „Long File Names”? |
| ------------------------------------------------------ | ------------------------------ | ---------------------------------- | --------------------------------------- | ---------------------------------------- | ----------------------------------------------------- | -------------------------------------- |
| MS-DOS 1.1                                             | n/a                            | FAT12                              | n/a                                     | 320kB (double-sided)                     | Nu                                                    | Nu                                     |
| MS-DOS 2.0                                             | 10MB                           | FAT12                              | n/a                                     | 360kB                                    | Nu                                                    | Nu                                     |
| MS-DOS 3.0                                             | 32MB                           | FAT12                              | n/a                                     | 360kB, 1.2MB                             | Nu                                                    | Nu                                     |
| MS-DOS 3.2                                             | 32MB                           | FAT12                              | 720kB                                   | 360kB, 1.2MB                             | Nu                                                    | Nu                                     |
| MS-DOS 3.3                                             | 32MB                           | FAT12                              | 720kB, 1.44MB                           | 360kB, 1.2MB                             | Nu                                                    | Nu                                     |
| MS-DOS 4.0                                             | 2GB                            | FAT12, FAT16                       | 720kB, 1.44MB                           | 360kB, 1.2MB                             | Nu                                                    | Nu                                     |
| MS-DOS 5.0                                             | 2GB                            | FAT12, FAT16                       | 720kB, 1.44MB, 2.88MB                   | 360kB, 1.2MB                             | Nu                                                    | Nu                                     |
| MS-DOS 6.0                                             | 2GB                            | FAT12, FAT16                       | 720kB, 1.44MB, 2.88MB                   | 360kB, 1.2MB                             | Doublespace                                           | Nu                                     |
| MS-DOS 6.22                                            | 2GB                            | FAT12, FAT16                       | 720kB, 1.44MB, 2.88MB                   | 360kB, 1.2MB                             | DriveSpace                                            | Nu                                     |
| MS-DOS 7.0 (Windows 95A)                               | 2GB                            | FAT12, FAT16                       | 720kB, 1.44MB, 2.88MB                   | 360kB, 1.2MB                             | DriveSpace                                            | Nu (DOSLFN)                            |
| MS-DOS 7.1x (Windows 95B/OSR2, 95C/OSR2.5, 98 și 98SE) | 124.55GB (cu FAT32)            | FAT12, FAT16, FAT32                | 720kB, 1.44MB, 2.88MB                   | 360kB, 1.2MB                             | DriveSpace pentru Windows 95, Nimic pentru Windows 98 | Nu (DOSLFN)                            |
| MS-DOS 8.0 (Windows Me)                                | 124.55GB (cu FAT32)            | FAT12, FAT16, FAT32                | 720kB, 1.44MB, 2.88MB                   | 360kB, 1.2MB                             | Nu                                                    | Nu (DOSLFN)                            |
| DOS Plus 1.2                                           | 32MB                           | FAT12, FAT16, CP/M-86              | n/a                                     | 360kB, 1.2MB, CP/M 320kB                 | Nu                                                    | Nu                                     |
| DR-DOS 6.0                                             | 2GB                            | FAT12, FAT16                       | 720kB, 1.44MB, 2.88MB                   | 360kB, 1.2MB                             | Super-stor                                            | Nu                                     |
| DR-DOS 7.03                                            | 2GB                            | FAT12, FAT16                       | 720kB, 1.44MB, 2.88MB                   | 360kB, 1.2MB                             | Stacker                                               | Nu                                     |
| DR-DOS 8.0 and 8.1                                     | ?                              | FAT12, FAT16, FAT32                | 720kB, 1.44MB, 2.88MB                   | 360kB, 1.2MB                             | ?                                                     | Nu                                     |
| FreeDOS 1.0                                            | 2TB                            | FAT12, FAT16, FAT32                | 720kB, 1.44MB, 2.88MB                   | 360kB, 1.2MB                             | ?                                                     | Nu (DOSLFN)                            |
| Novell DOS 7.0                                         | 2GB                            | FAT12, FAT16                       | 720kB, 1.44MB, 2.88MB                   | 360kB, 1.2MB                             | Nu                                                    | Nu                                     |
| OpenDOS 7.01                                           | 2GB                            | FAT12, FAT16, FAT32                | 720kB, 1.44MB, 2.88MB                   | 360kB, 1.2MB                             | ?                                                     | Nu                                     |
| PC-DOS 1.0                                             | n/a                            | FAT12                              | n/a                                     | 160kB                                    | Nu                                                    | Nu                                     |
| IBM DOS 6.0 PC-DOS 6.1 - 6.3                           | 2GB                            | FAT12, FAT16                       | 720kB, 1.44MB, 2.88MB                   | 360kB, 1.2MB,                            | SuperStor Nu este inclus în IBM DOS 6.0               | Nu                                     |
| PC-DOS 7.x / 2000                                      | 2GB                            | FAT12, FAT16                       | 720kB, 1.44MB, 1.86MB (XDF), 2.88MB     | 360kB, 1.2MB, 1.54MB (XDF)               | Stacker                                               | Nu                                     |
| PTS-DOS 32                                             | ?                              | FAT12, FAT16, FAT32                | 720kB, 1.44MB, 2.88MB                   | 360kB, 1.2MB                             | Nu                                                    | Nu (DOSLFN)                            |
| PTS-DOS 2000                                           | ?                              | FAT12, FAT16, FAT32                | 720kB, 1.44MB, 2.88MB                   | 360kB, 1.2MB                             | Nu                                                    | Nu                                     |
| PTS-DOS 2000 PRO                                       | ?                              | FAT12, FAT16, FAT32                | 720kB, 1.44MB, 2.88MB                   | 360kB, 1.2MB                             | Nu                                                    | Nu                                     |
| ROM-DOS                                                | ?                              | FAT12, FAT16, FAT32                | 720kB, 1.44MB, 2.88MB                   | 360kB, 1.2MB                             | Nu                                                    | Da                                     |